# ابراهیما واجی
ابراهیما واجی (انگلیسی: Ibrahima Wadji؛ زادهٔ ۵ مهٔ ۱۹۹۵) بازیکن فوتبال اهل سنگال است که در حال حاضر برای باشگاه فوتبال سن-اتین بازی می‌کند. 
از باشگاه‌هایی که در آن بازی کرده است می‌توان به باشگاه ورزشی غازی عینتاب اف.کی و باشگاه فوتبال مولده اشاره کرد.